# Partit per Bòsnia i Hercegovina
El Partit per Bòsnia i Hercegovina (bosnià Stranka za Bosnu i Hercegovinu) és un partit polític de Bòsnia i Hercegovina fundat el 13 d'abril per Haris Silajdžić. Ha estat descrit com a ultranacionalista. Sobre les qüestions de les divisions internes de Bòsnia, SBiH pretén eliminar les dues entitats, i establir un "sistema de vot polític d'un sol home" i així els bosnians podran prendre qualsevol decisió minoritzant l'opinió de serbis i croats. És considerat un partit nacionalista bosnià pels dirigents polítics de la República Sèrbia i per la comunitat internacional.
L'abril de 2006, el Partit per a Bòsnia i Hercegovina, juntament amb els partits croats, va encapçalar l'oposició en les esmenes constitucionals, que va comptar amb el suport dels principals partits bosnians i serbis, així com el Partit Socialdemòcrata de Bòsnia i Hercegovina. Aquesta posició és probablement la raó del seu èxit a les eleccions més recents.

## Participació en leseleccions generals de Bòsnia i Hercegovina de 2006
- El seient bosnià a la Presidència de Bòsnia i Hercegovina fou per a Haris Silajdžić
- 8 dels 42 escons a la Cambra de Representants de Bòsnia i Hercegovina.
- 24 dels 98 escons a la Cambra de Representants de la Federació de Bòsnia i Hercegovina
- 4 dels 83 escons en l'Assemblea Nacional de la República de Sèrbia.
- 13 dels 35 escons a l'assemblea del Cantó de Sarajevo
- 11 dels 35 escons a l'assemblea del cantó de Zenica-Doboj
- 8 dels 25 escons a l'assemblea del cantó de Podrinje Bosnià
- 7 dels 30 escons a l'assemblea del Cantó de Bòsnia Central
- 7 dels 35 escons a l'assemblea del cantó de Tuzla
- 6 dels 30 escons a l'assemblea del cantó d'Una-Sana
- 5 dels 30 escons en l'Assemblea del cantó d'Hercegovina-Neretva
- 1 de 21 escons a l'assemblea del cantó de Posavina
- 1 de 10 escons a l'Assemblea del Cantó 10
- El partit no va guanyar cap dels 23 escons a l'Assemblea del Cantó d'Hercegovina Occidental